# Robinson Crusoe
Robinson Crusoe je roman avtorja Daniela Defoeja, ki je bil prvič objavljen leta 1719. Poln naslov, kot je zapisan na platnici prve izdaje, je The Life and Strange Surprizing Adventures of Robinson Crusoe, of York, Mariner: Who lived Eight and Twenty Years, all alone in an un‐inhabited Island on the Coast of America, near the Mouth of the Great River of Oroonoque; Having been cast on Shore by Shipwreck, wherein all the Men perished but himself. With An Account how he was at last as strangely deliver’d by Pyrates. Že kmalu po izidu je postal roman velika uspešnica in je bil do konca leta trikrat ponatisnjen. Do konca 19. stoletja je postal najuspešnejše delo Zahodne književnosti s preko 700 ponatisi, prevodi in posebnimi izdajami.

## Vsebina
Robinson Crusoe se rodi leta 1632 v mestecu York. Že od malih nog ga silno zanimajo ladje, morje in neraziskani svet. Kljub odsvetovanju staršev odpluje na morje. Že na svoji prvi plovbi doživi brodolom, vendar se posadka čudežno reši. 
Na drugem potovanju pa jih napadejo in zajamejo pirati, zato Robinson preživi dve leti v ujetništvu kakor služabnik, od koder pobegne skupaj z nekim drugim služabnikom. Iz morja ju reši portugalska ladja, ki ju izkrca v Braziliji. Robinson tam postane vpliven in kar bogat. Vendar vseeno s svojim življenjem ni zadovoljen. 
Leta 1659 se vkrca na ladjo za Novo Gvinejo. Robinson ponovno doživi brodolom in se mu posreči rešiti na majhen otoček. Ladja je naplavila v njegovo bližino tako da je bil oskrbljen z mnogimi življenjskimi potrebščinami. Sam na otoku se zelo dobro znajde in si tako zgradi več bivališč, vzredi čredo koz ter se nauči mnogih veščin za preživetje v divjini. V zadnjih letih svojega življenja na otoku reši ujetnika pred ljudožerci in ga poimenuje Petek, po dnevu na katerega ga je rešil. Na otoku pristane tudi neka ladja, na kateri divja upor proti kapitanu, saj mu je posadka obrnila hrbet, ki pa ga Robinzon s pomočniki zatre. S to ladjo se vrne nazaj v rodno Anglijo, kjer ga čaka samo njegov oče s prijatelji. Novica se zelo hitro razširi po tem majhnem mestecu in še isto noč priredijo zabavo, na kateri Robinson razlaga o svojih dogodivščinah.